# Франкёр, Луи-Бенжамен
Луи́-Бенжамен Франкёр (фр. Louis-Benjamin Francœur; 16 августа 1773, Париж — 15 декабря 1849, Париж) — французский математик и педагог, автор ряда учебников по математическим дисциплинам, член-корреспондент Петербургской академии наук.

## Биография
Луи-Бенжамен Франкёр родился в семье потомственных музыкантов: его отец Луи Жозеф Франкёр был видным скрипачом, а двоюродный дед Франсуа Франкёр возглавлял Парижскую оперу.
Он посвятил себя преподавательской деятельности: был учителем в Лицее Карла Великого с 1805 года и профессором высшей алгебры в Парижском факультете наук с 1809 года.

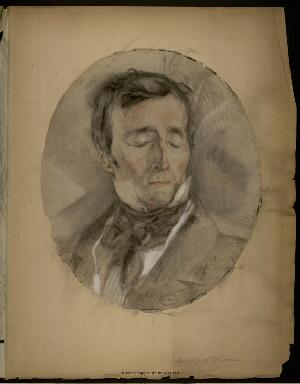
Луи-Бенжамен Франкёр

В 1842 году Франкер был избран в свободные академики Парижской академии наук.
Учёно-литературная деятельность Франкёра была посвящена главным образом составлению учебников, которые пользовались большим распространением не только во Франции, но и вне её. В Российской империи учебниками Франкёра широко пользовались при чтении лекций в университетах, и они же вместе с пособиями Сильвестра Франсуа Лакруа служили для составителей русских учебников главными источниками и образцами. В частности, его учебник по математике был переведён профессорами П. С. Щепкиным и Д. М. Перевощиковым и использовался для преподавания предмета в Московском университете с 1819 года, а в 1824—1825 годах появились переводы его учебников И. И. Давыдова.
Сенсацию произвело его столкновение с российским математиком еврейского происхождения Яковом Моисеевичем Эйхенбаумом, который обнаружил ошибку в вычислениях Франкёра, по этому поводу между ними завязался научный диспут, из которого Эйхенбаум вышел победителем. При этом Эйхенбаум относился к трудам французского математика с должным пиететом и даже перевёл курс Франкера по математике на древнееврейский язык, но из-за недоразумений с типографом книга так не вышла из печати. 
Луи-Бенжамен Франкёр скончался 15 декабря 1849 года в городе Париже в возрасте семидесяти шести лет.
Был избран членом многих зарубежных академий: в Лиссабоне, Эдинбурге, Коимбре, Руане, Лионе и Тулузе.
Его сын — Исидор Франкёр (Isidore Francoeur) — также был учёным.